# Hammerfests kommun
Hammerfests kommun (norska: Hammerfest kommune, nordsamiska: Hámmárfeasta gielda) är en kommun i Finnmark fylke i norra Norge. Kommunens centralort är staden Hammerfest.
Hammerfests kommun gränsar i öster till Måsøy kommun, i söder till Alta kommun och i väster till Hasviks kommun. De flesta av kommuninnevånarna finns på ön Kvaløya, vilken genom Kvalsundsbron, mellan Stallogargo och Kvalsund, är förbunden med fastlandet och Europaväg 6.

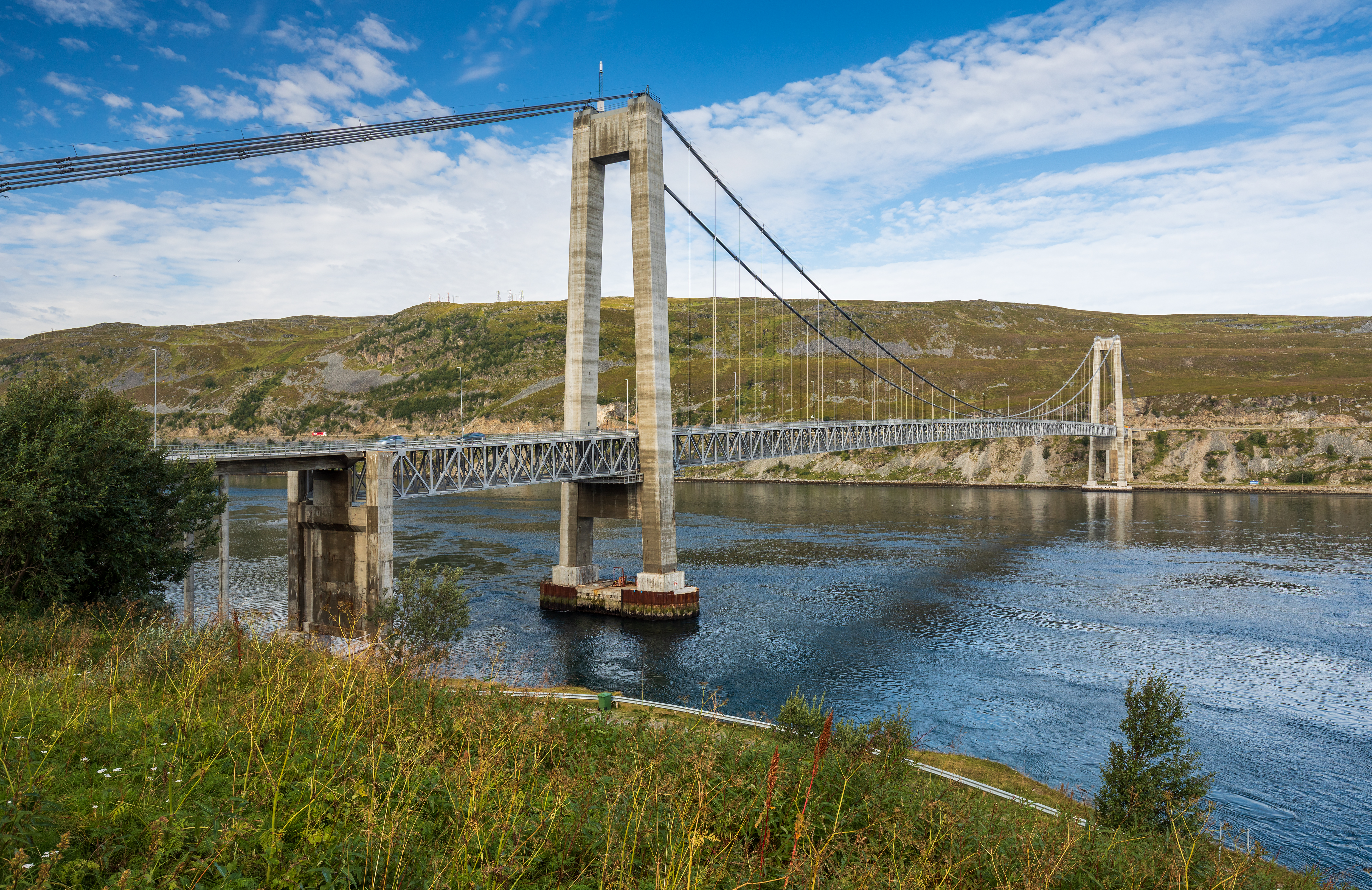
Kvalsundsbron.

## Administrativ historik
Hammerfest fick stadsrättigheter 17 juli 1789. 1839 delades kommunen och Måsøy kommun bildades. 1852 delades kommunen i Hammerfest stad och Hammerfest landsdistrikt. 1869 delades landsdistriktet och Kvalsunds kommun bildades. 1875 överförs ett områden med 20 invånare från landsdistriktet till stadskommunen. 1916 byter Hammerfest landsdistrikt namn till Sørøysunds kommun.
1963 överförs ett område med 33 invånare från Sørøysunds kommun till Hammerfests kommun.
Den 1 januari 1992 slogs Hammerfests och Sørøysunds kommuner samman. Den 1 januari 2020 slogs även Kvalsunds kommun samman med Hammerfests kommun.

### Vapen för tidigare kommuner inom den nuvarande kommunen

Kvalsunds kommun (1987–2019)
Sørøysunds kommun (1979–1991)

## Orter

### Tätorter
I Hammerfests kommun finns tre tätorter:
- Hammerfest (centralort)
- Kvalsund
- Rypefjord

Kommunens centralort Hammerfest har cirka 8 000 invånare, med ytterligare cirka 1 800 i den närliggande tätorten Rypefjord, som närmast är en förort till staden Hammerfest. Tätorten Kvalsund utgjorde tidigare centralort i dåvarande Kvalsunds kommun.
Fiskeläget Forsøl har tidigare räknats som en tätort men uppfyller inte längre kriterierna.

### Andra orter
- Akkarfjord
- Hellefjord
- Hønsebybotn
- Kokelv
- Kårhamn
- Revsneshamn
- Skaidi
- Skarvfjordhamn
- Stallogargo

## Socknar
Inom Norska kyrkan är Hammerfests kommun indelad i tre socknar:
- Hammerfests socken
- Kokelvs socken
- Kvalsunds socken

Socknarna ingår i Hammerfests prosteri i Nord-Hålogalands stift.